# 澳門巴士AP1X路線
澳門巴士AP1X路線是由新福利經營，往返關閘和澳門機場的巴士路線。

## 簡介及歷史
- 本線曾於2008年-2009年間三度開設，往返關閘及澳門機場，沿途不經港澳碼頭及黑沙環。

- 2016年6月15日，新福利副總經理李啓見在澳門電台澳門講場表示，將會向交通事務局申請開通本線，不途經北區。

- 2016年8月1日，為紓緩尖峰時段市民對巴士服務的需求，尤其需由關閘往返離島及機場的乘客。交通事務局開設本線，作為AP1路線的輔助線。[1]

- 2017年6月1日，調整例假日班距為上午10-15分鐘、下午12-15分鐘。同時實施強制性假期停駛。[2]

- 2017年9月4日起，調整上午時段由特警總部的「關閘廣場」站遷往現時的“關閘東側上落區”內“關閘廣場”站，下午時段維持在特警總部的「關閘廣場」站上落。[3]
- 2018年7月21日，「君悅灣」站改名為「海上居」站。[4]

- 2019年3月9日，為明確巴士站位置，「亞利雅架前地／泉悅」站改名為「信虹花園」。

- 2019年7月27日起，“北安出入境事務廳”站改名為“北安出入境事務大樓”。

- 2020年2月7日，因應COVID-19疫情持續。為免資源浪費，本線暫停營運，直至另行通知。[5]

- 2020年6月8日起，因應客量已逐漸回升，本線恢復營運。服務時間調整為星期一至五06:00-10:00，班距10-15分鐘。[6]

- 2020年7月10日至11月2日，本線暫停營運。[7]

- 2020年11月3日，本線恢復營運。服務時間調整為星期一至五06:00-10:00、15:00-20:00，班距6-12分鐘。[8]

- 2021年8月14日起，靠近關閘東側旅遊巴上落客區的“關閘廣場”站更名為“關閘東側上落客區”。[9]

- 2022年5月28日起，本線改為星期一至六服務，星期日及強制性假期停駛。服務時間不變。[10]

- 2022年7月11日至17日，因實施「全澳相對靜止管理」措施，本線暫停營運。[11]

- 2022年7月18日至22日，因宣佈延長“相對靜止管理”措施，本線維持上述措施。[12]

- 2022年7月23日起，因“相對靜止管理”結束，本線恢復營運。[13]

- 2023年1月18日，“北安病毒核酸檢測站”臨時站更改為“北安出入境事務大樓”臨時站。[14][15]

- 2023年3月18日，取消停靠上述臨時站。[16]

- 2023年8月26日，取消停靠“北安出入境事務大樓”站。[17]

- 2024年9月7日起，恢復停靠「北安出入境事務大樓」站。

## 使用車輛
2022年8月2日前：
- 蘇州金龍KLQ6108GQ30
- 蘇州金龍KLQ6108GQ28

2022年8月2日起：
- 蘇州金龍KLQ6108GQ30
- 蘇州金龍KLQ6108GQ28
- 蘇州金龍KLQ6108GQ28E4

2022年9月14日起：
- 蘇州金龍KLQ6108GQ30
- 蘇州金龍KLQ6108GQ28
- 蘇州金龍KLQ6108GQ28E4
- 蘇州金龍KLQ6108GQE5

2022年12月19日起：
- 蘇州金龍KLQ6108GQ30
- 蘇州金龍KLQ6108GQ28
- 蘇州金龍KLQ6108GQ28E4
- 蘇州金龍KLQ6116GHEV1

2022年12月26日起：
- 蘇州金龍KLQ6116GHEV1

2023年1月6日起：
- 蘇州金龍KLQ6116GHEV1
- 蘇州金龍KLQ6116GHEV2

2023年6月起：
- 蘇州金龍KLQ6116GHEV1

## 電牌
| 往氹仔方向 | 往氹仔方向 | 往氹仔方向 |
| 日期       | 頭牌       | 圖例       |
| ---------- | ---------- | ---------- |
| 開線至今   | 澳門機場   |            |
| 往關閘方向 |            |            |
| 日期       | 頭牌       | 圖例       |
| 開線至今   | 關閘       |            |

## 路線資料

### 收費
| 收費類別     | 收費類別                      | 收費類別             | 費用 |
| ------------ | ----------------------------- | -------------------- | ---- |
| 現金         | 現金                          | 現金                 | $6.0 |
| 境外支付工具 | 支付寶（內地及香港）          | 支付寶（內地及香港） | $6.0 |
| 境外支付工具 | 雲閃付 非綁定澳門銀聯卡       |                      | $6.0 |
| 境外支付工具 | 微信支付（內地及香港）        |                      | $6.0 |
| 境外支付工具 | 交通聯合 非澳門發行的全國通卡 |                      | $6.0 |
| 境內支付工具 | 澳門通                        | 全民卡               | $4.0 |
| 境內支付工具 | 澳門通                        | 學生卡               | $2.0 |
| 境內支付工具 | 澳門通                        | 長者卡               | 免費 |
| 境內支付工具 | 澳門通                        | 殘疾卡               | 免費 |
| 境內支付工具 | 聚易用＋                      | 聚易用＋             | $4.0 |

### 服務時間及班距
| 服務時間                       | 服務時間         | 星期一至六              | 星期日 （含強制性假日） |
| ------------------------------ | ---------------- | ----------------------- | ----------------------- |
| 關閘東側上落客區               | 關閘東側上落客區 | 06:00-10:00 15:00-20:00 | 停駛                    |
| 班距                           | 上午             | 6-10分鐘                | 停駛                    |
| 班距                           | 下午             | 8-12分鐘                | 停駛                    |
| 懸掛八號風球後30分鐘開出尾班車 |                  |                         |                         |

### 路線停站
| AP1X | 關閘 ↺ 澳門機場 | 關閘 ↺ 澳門機場    | 關閘 ↺ 澳門機場         |
| 序號 | 循環線          | 循環線             | 循環線                  |
| 序號 | 站號            | 站名               | 輕軌站／出入境口岸      |
| 1    | M248            | 關閘東側上落客區   | 關閘邊檢大樓            |
| 2    | T316            | 北安大馬路／新城區 |                         |
| 3    | T354            | 北安出入境事務大樓 | 氹仔碼頭站 氹仔客運碼頭 |
| 4    | T356/2          | 澳門機場           | 機場站 澳門國際機場     |
| 5    | T373/1          | 偉龍／科技大學     |                         |
| 6    | T314/2          | 信虹花園           |                         |
| 7    | T343            | 海灣花園／海城閣   |                         |
| 8    | M247            | 海上居             |                         |
| 9    | M248            | 關閘東側上落客區   | 關閘邊檢大樓            |

## 客量
根據2020年公報，本線在2019年度共開出23,365班，乘車人次為1,758,910人次，平均每班接載75.3人次。

## 圖片集

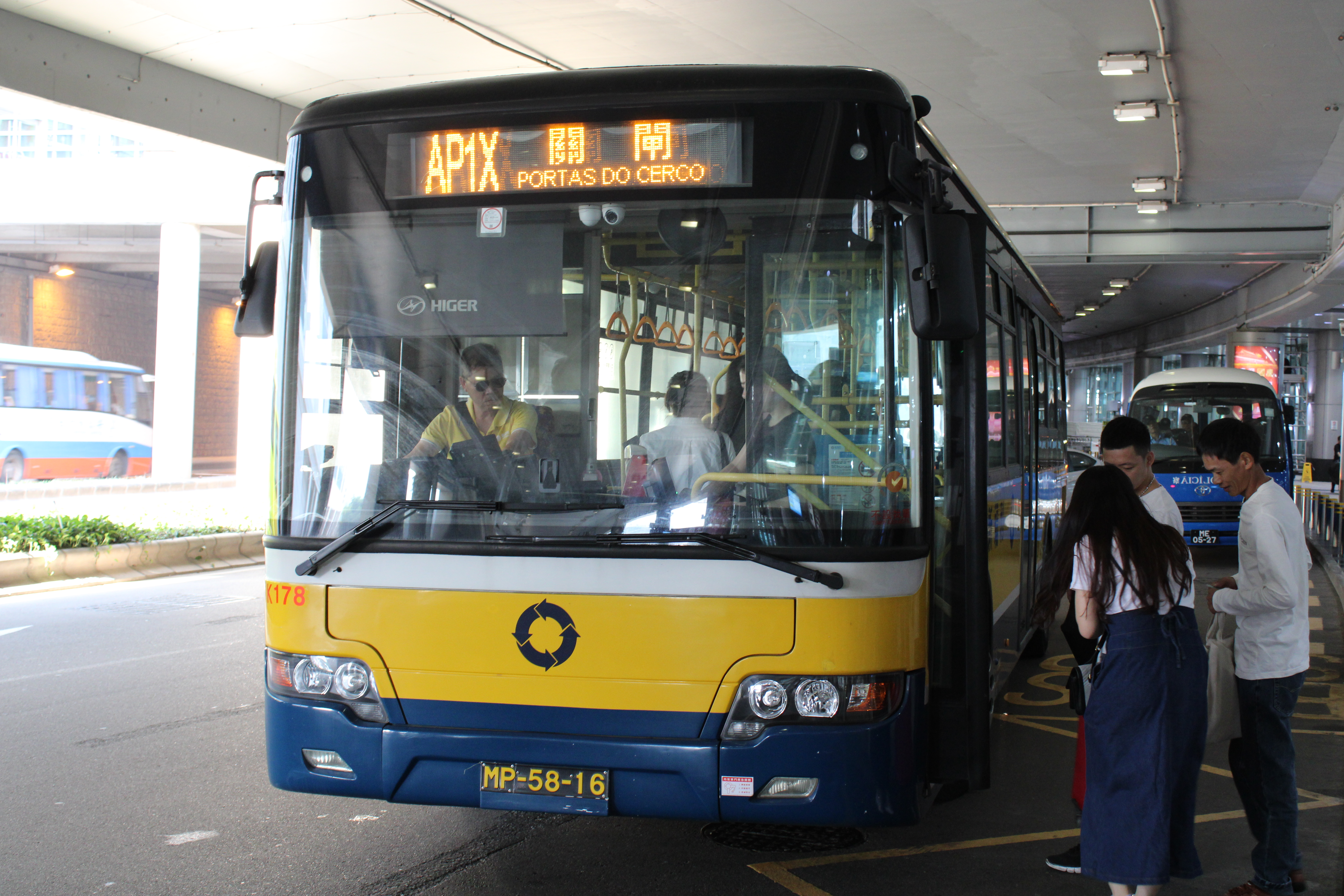
蘇州金龍KLQ6108GQ30
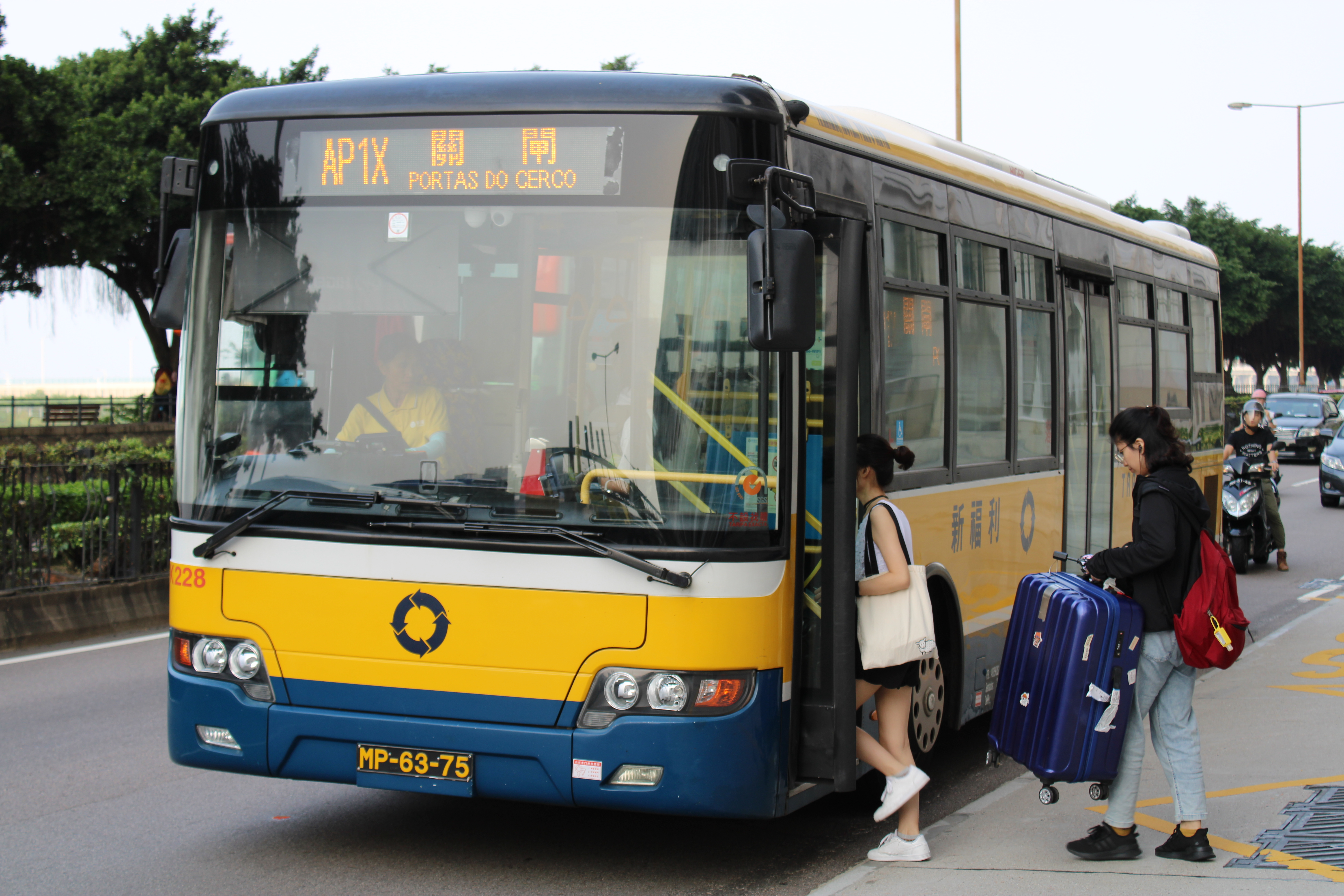
蘇州金龍KLQ6108GQ28
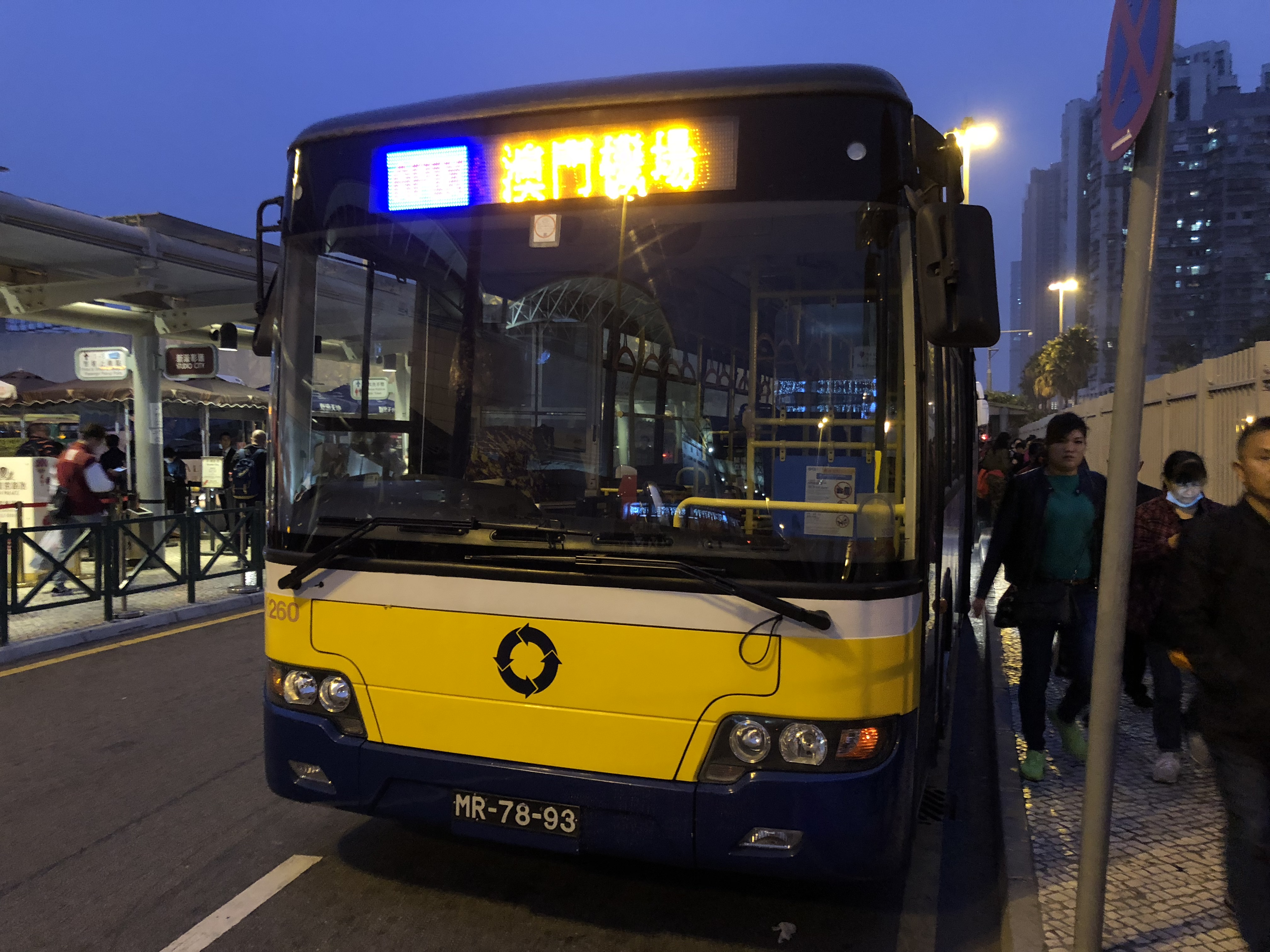
蘇州金龍KLQ6108GQ28E4
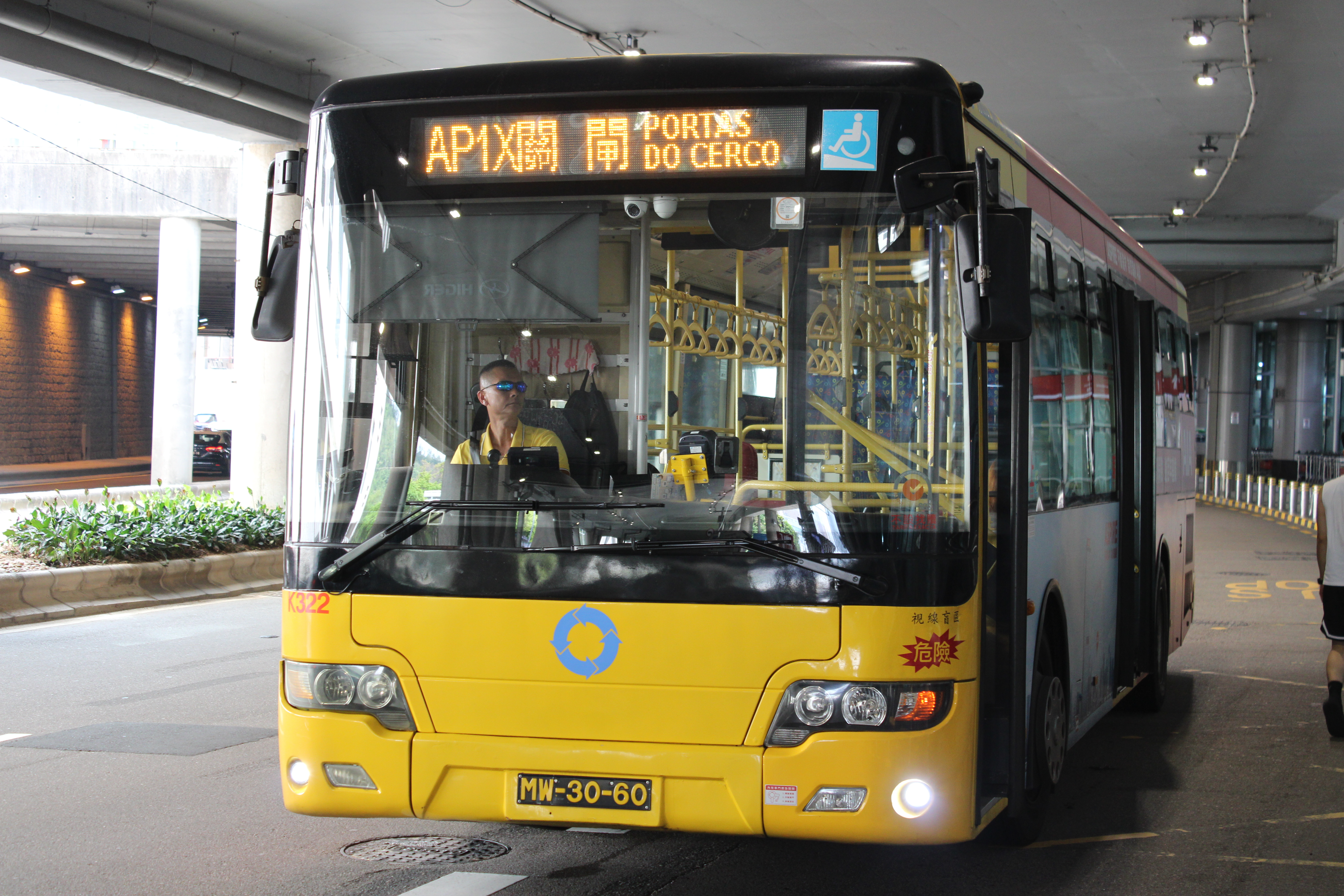
蘇州金龍KLQ6108GQ28E4
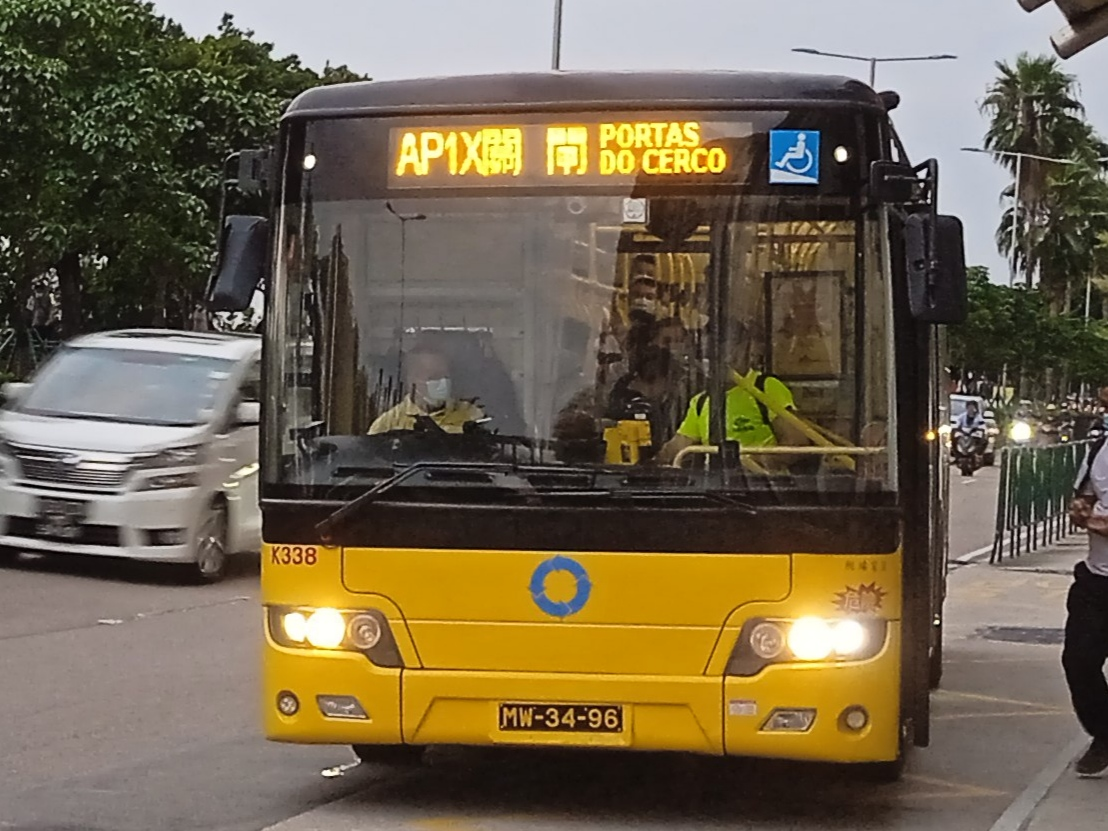
蘇州金龍KLQ6108GQ28E4
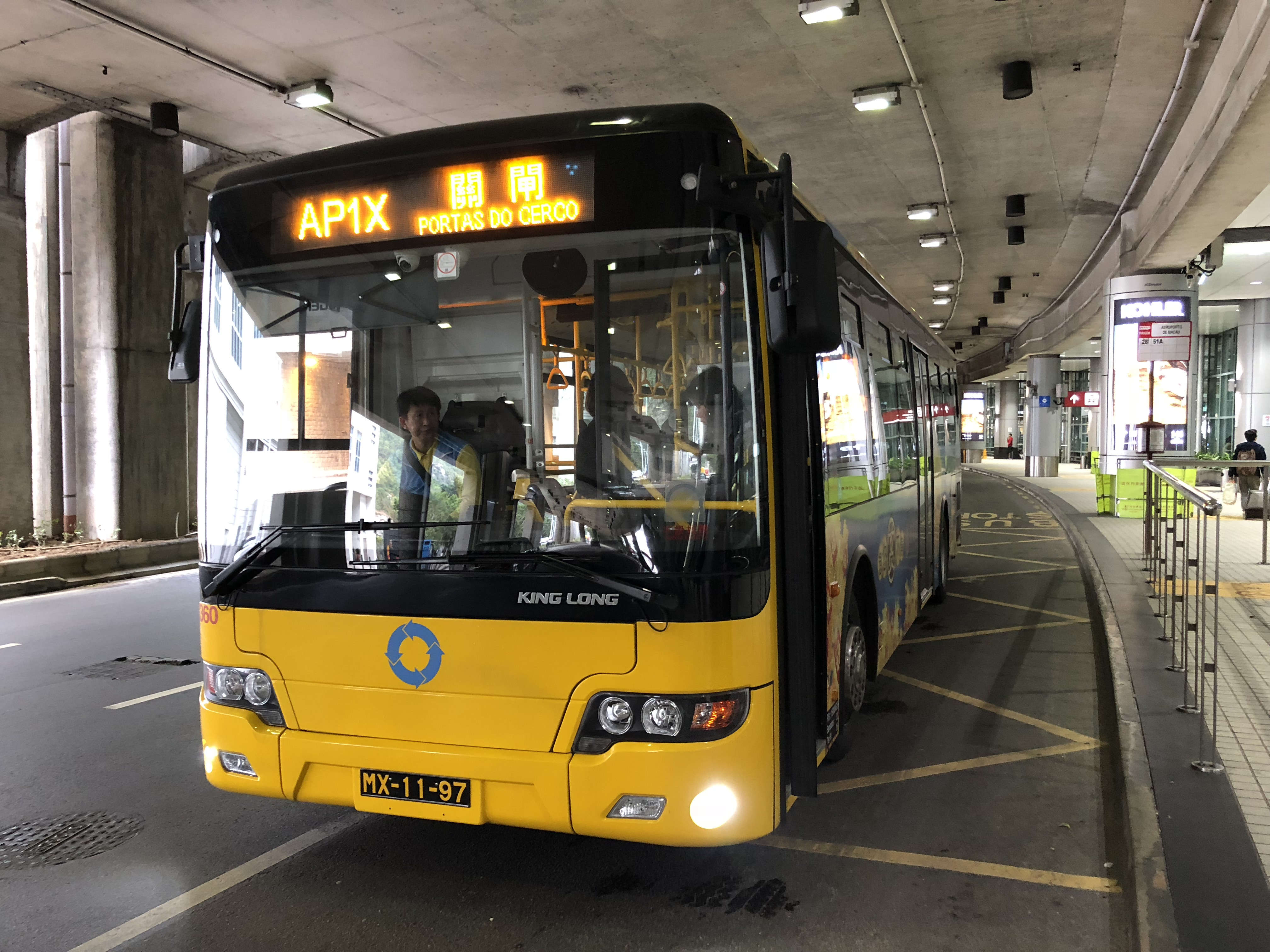
蘇州金龍KLQ6108GQE5
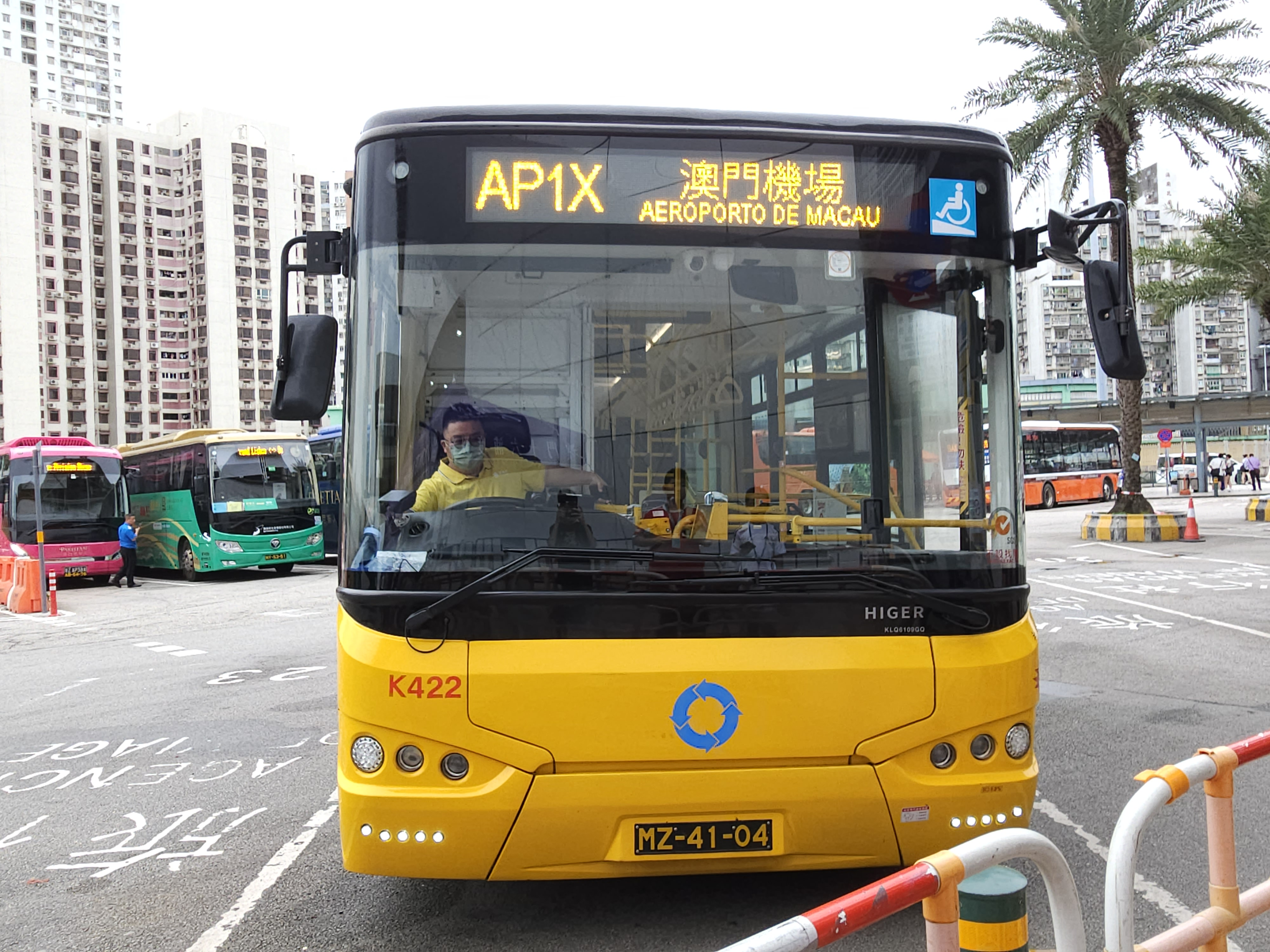
蘇州金龍KLQ6109GQ
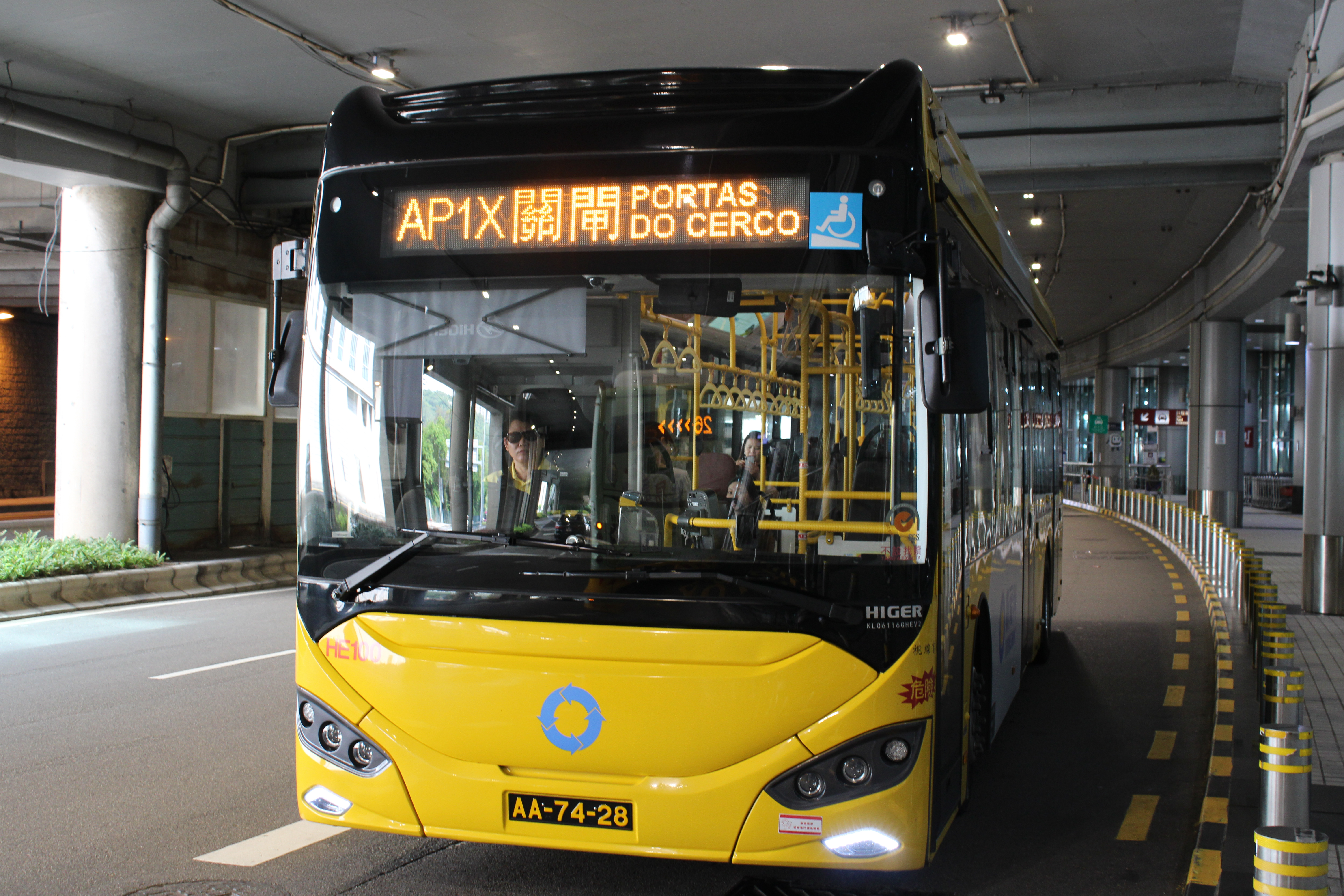
蘇州金龍KLQ6116GHEV2
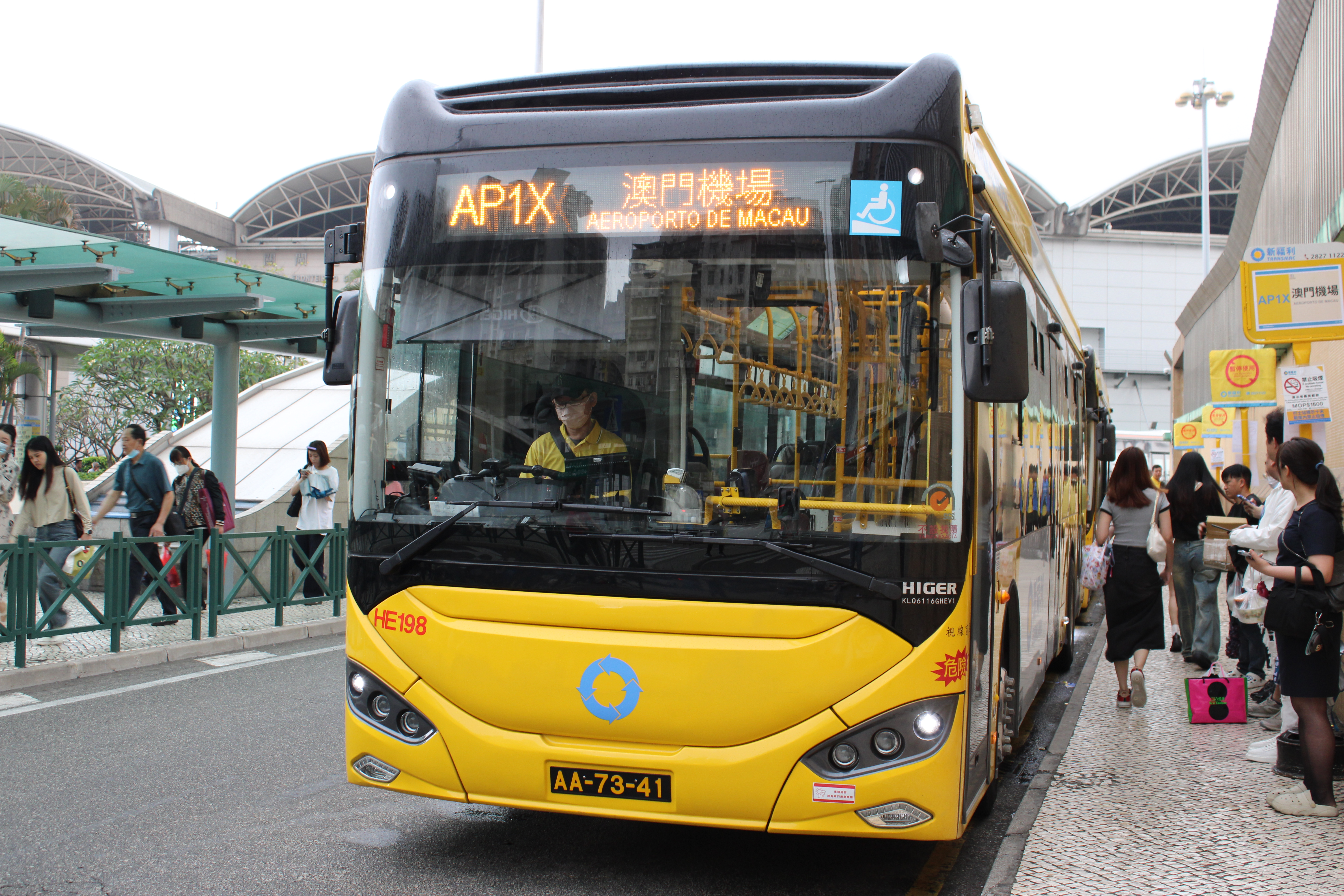
蘇州金龍KLQ6116GHEV1
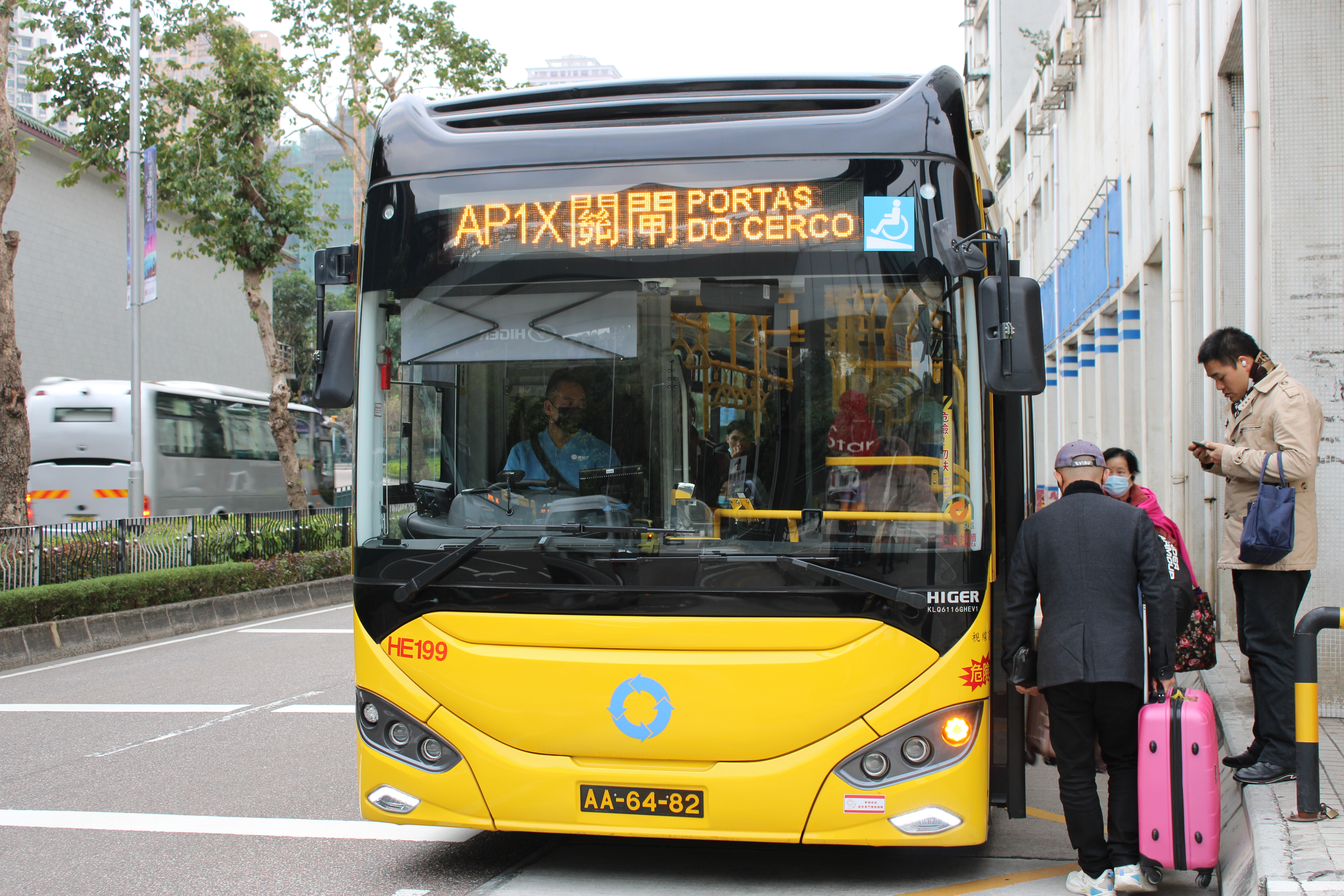
蘇州金龍KLQ6116GHEV1
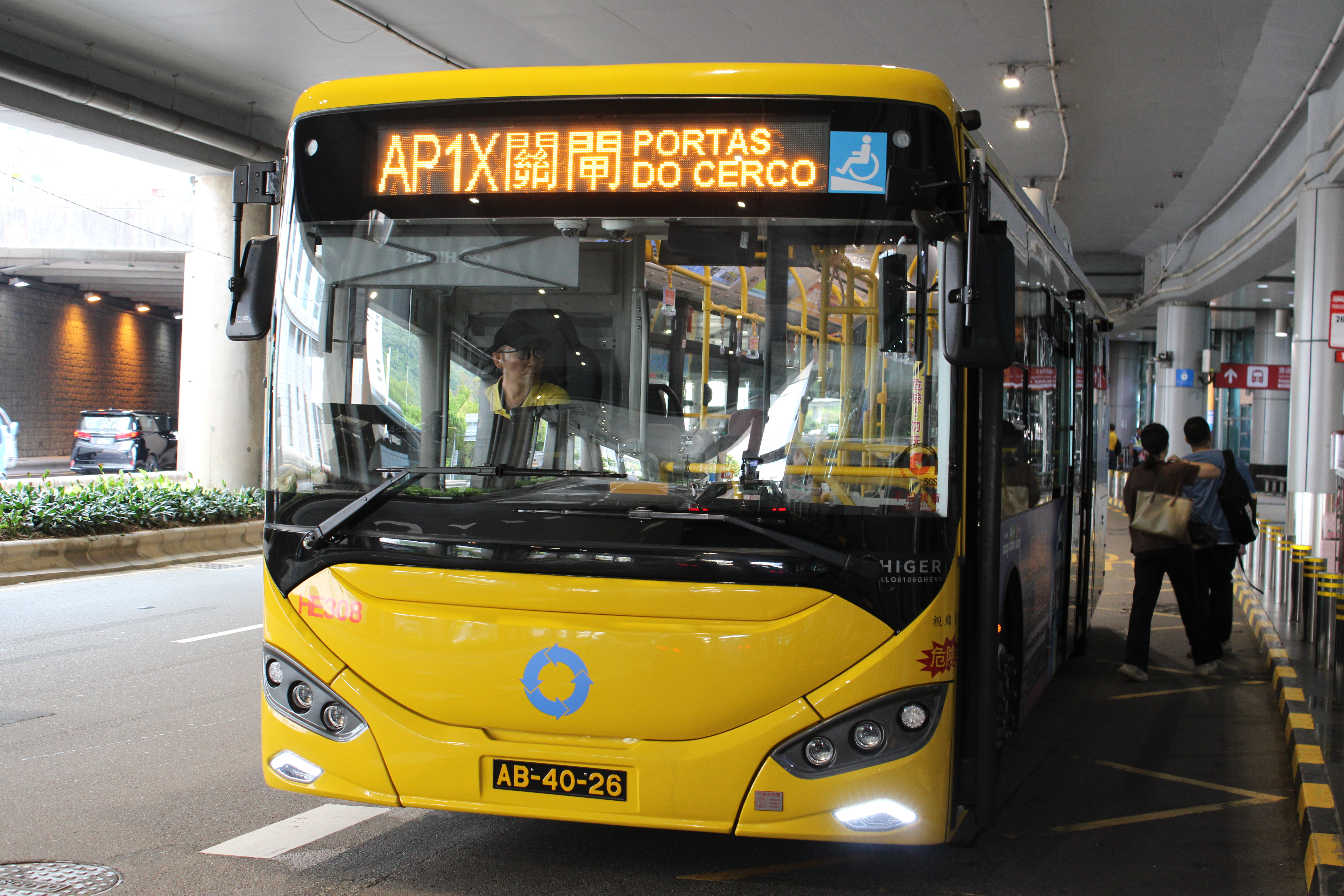
蘇州金龍KLQ6106GHEV1
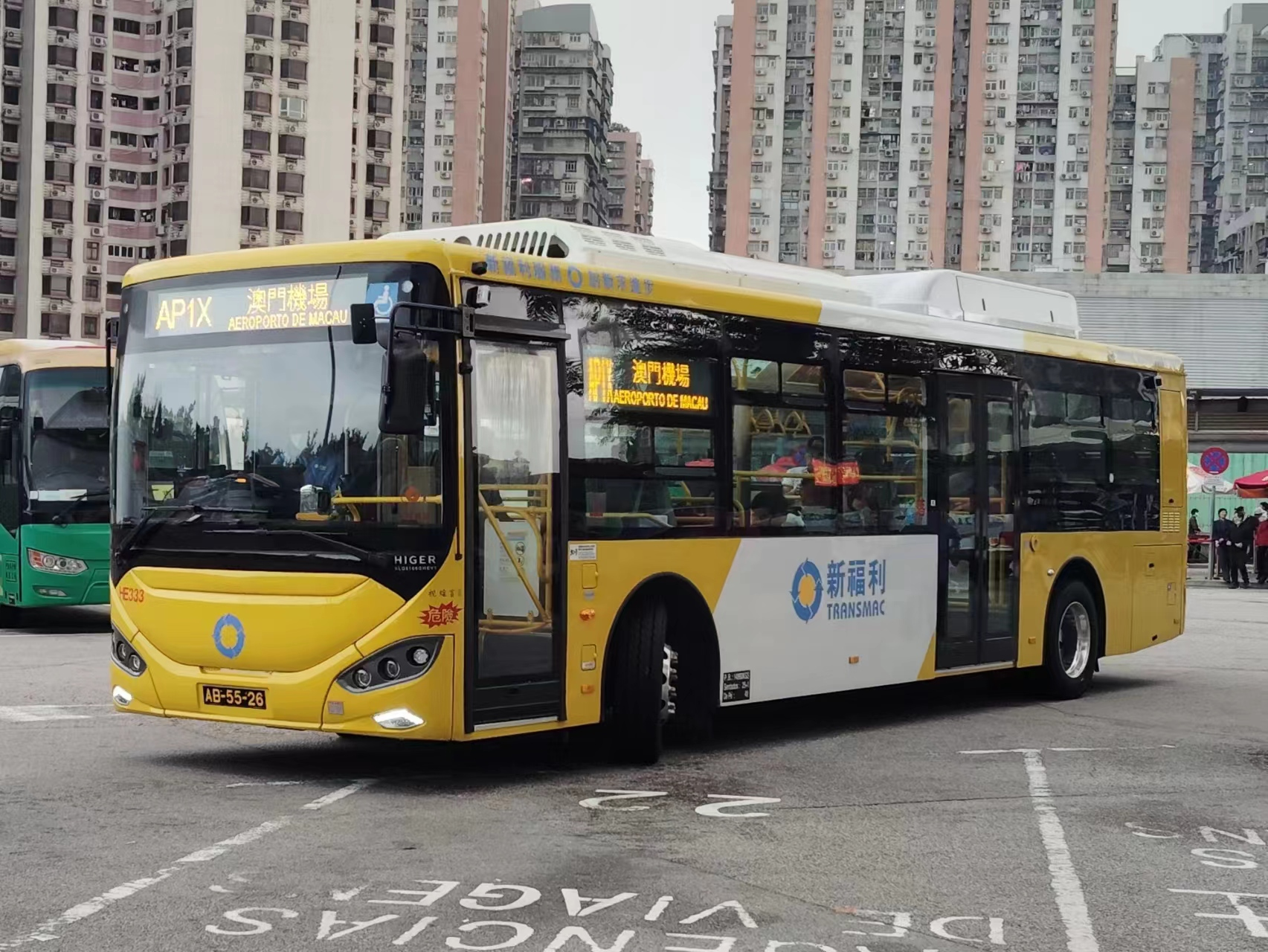
蘇州金龍KLQ6106GHEV1

## 外部連結
- （繁體中文）澳門新福利公共汽車有限公司官方網站 （页面存档备份，存于）